# Джулія Майр
Джулія Майр (італ. Julia Mayr; нар. 12 серпня 1991) — колишня італійська тенісистка.
Найвищу одиночну позицію світового рейтингу — 215 місце досягла 20 вересня 2010, парну — 225 місце — 29 серпня 2011 року.
Здобула 8 одиночних та 12 парних титулів.
Завершила кар'єру 2013 року.

## Фінали ITF
| Турніри $50,000 |
| Турніри $25,000 |
| Турніри $10,000 |

### Одиночний розряд: 14 (8–6)
| Результат | Ранг | Дата     | Турнір                           | Покриття  | Суперниця                 | Рахунок       |
| --------- | ---- | -------- | -------------------------------- | --------- | ------------------------- | ------------- |
| Поразка   | 1.   | Лип 2008 | ITF Імола, Італія                | Килим     | Джулія Гатто-Монтіконе    | 2–6, 1–6      |
| Перемога  | 1.   | Сер 2009 | ITF Гардоне-Валь-Тромпія, Італія | Ґрунт     | Анна-Джулія Ремондіна     | 6–0, 6–0      |
| Перемога  | 2.   | Сер 2009 | ITF Інсбрук, Австрія             | Ґрунт     | Алексія Вірджилі          | 6–2, 6–0      |
| Поразка   | 2.   | Вер 2009 | ITF Бассано-дель-Граппа, Італія  | Ґрунт     | Алісе Мороні              | 6–7(1–7), 1–6 |
| Перемога  | 3.   | Лют 2010 | ITF Валі-ду-Лобу, Португалія     | Тверде    | Марія Жуан Келер          | 6–1, 6–1      |
| Поразка   | 3.   | Бер 2010 | ITF Анталія, Туреччина           | Ґрунт     | Евеліна Майр              | 4–6, 2–6      |
| Перемога  | 4.   | Бер 2010 | ITF Анталія, Туреччина           | Ґрунт     | Марія Тереса Торро Флор   | 6–2, 6–1      |
| Поразка   | 4.   | Сер 2010 | ITF Оломоуць, Чехія              | Ґрунт     | Патріція Майр-Ахлайтнер   | 2–6, 4–6      |
| Перемога  | 5.   | Сер 2010 | ITF Перчах, Австрія              | Ґрунт     | Евеліна Майр              | 6–3, 6–1      |
| Перемога  | 6.   | Бер 2011 | ITF Мадрид, Іспанія              | Ґрунт (i) | Джулія Суссарелло         | 3–6, 6–2, 6–2 |
| Поразка   | 5.   | Вер 2011 | ITF Мадрид, Іспанія              | Тверде    | Rocio de la Torre-Sanchez | 6–4, 2–6, 5–7 |
| Перемога  | 7.   | Жов 2011 | ITF Анталія, Туреччина           | Ґрунт     | Евеліна Майр              | 6–1, 6–3      |
| Поразка   | 6.   | Лип 2012 | ITF Імола, Італія                | Килим     | Федеріка ді Сарра         | 4–6, 2–6      |
| Перемога  | 8.   | Лип 2012 | ITF Бад-Вальтерсдорф, Австрія    | Ґрунт     | Zuzana Zalabská           | 6–3, 6–3      |

### Парний розряд: 20 (12–8)
| Результат | Ранг | Дата            | Турнір                      | Покриття   | Партнерка       | Суперниці                                       | Рахунок               |
| --------- | ---- | --------------- | --------------------------- | ---------- | --------------- | ----------------------------------------------- | --------------------- |
| Перемога  | 1.   | 15 серпня 2009  | Інсбрук, Австрія            | Ґрунт      | Ірина Бурячок   | Chloé Babet Valentine Confalonieri              | 6–1, 6–7(2–7), [10–8] |
| Перемога  | 2.   | 29 серпня 2009  | Перчах, Австрія             | Ґрунт      | Евеліна Майр    | Мартіна Качіотті Тіна Обреж                     | 6–2, 4–6, [10–6]      |
| Поразка   | 1.   | 4 вересня 2009  | Бассано-дель-Граппа, Італія | Ґрунт      | Евеліна Майр    | Марина Шамайко Сопія Шапатава                   | 1–6, 7–5, [8–10]      |
| Поразка   | 2.   | 24 жовтня 2009  | Глазго, Велика Британія     | Тверде (i) | Евеліна Майр    | Емма Лайне Мелані Саут                          | 3–6, 2–6              |
| Перемога  | 3.   | 13 лютого 2010  | Валі-ду-Лобу, Португалія    | Тверде     | Евеліна Майр    | Сандра Мартинович Ліза Сабіно                   | 6–2, 6–1              |
| Поразка   | 3.   | 13 березня 2010 | Анталія, Туреччина          | Ґрунт      | Евеліна Майр    | Дьяна Бузян Андрея Міту                         | 7–6(7–3), 1–6, [9–11] |
| Поразка   | 4.   | 7 серпня 2010   | Монтероні-д'Арбія, Італія   | Ґрунт      | Евеліна Майр    | Клаудія Джовіне Валентіна Сульпіціо             | 2–6, 6–4, 4–6         |
| Перемога  | 4.   | 28 серпня 2010  | Перчах, Австрія             | Ґрунт      | Евеліна Майр    | Даліла Якупович Вів'єнне В'єрін                 | 6–4, 6–1              |
| Поразка   | 5.   | 11 вересня 2010 | Денен, Франція              | Ґрунт      | Евеліна Майр    | Надія Гуськова Марина Заневська                 | 2–6, 0–6              |
| Перемога  | 5.   | 23 жовтня 2010  | Глазго, Велика Британія     | Тверде (i) | Карен Барріца   | Ейріні Георгату Валерія Савіних                 | w/o                   |
| Поразка   | 6.   | 12 березня 2011 | Мадрид, Іспанія             | Ґрунт      | Евеліна Майр    | Ніколе Клеріко Летісія Костас                   | 0–6, 1–6              |
| Перемога  | 6.   | 19 березня 2011 | Мадрид, Іспанія             | Ґрунт (i)  | Евеліна Майр    | Лусія Сервера-Васкес Бенедетта Давато           | 6–2, 6–2              |
| Поразка   | 7.   | 17 квітня 2011  | Бол, Хорватія               | Ґрунт      | Евеліна Майр    | Мартіна Борецька Мартіна Кубічикова             | 2–6, 4–6              |
| Поразка   | 8.   | 21 травня 2011  | Брешія, Італія              | Ґрунт      | Евеліна Майр    | Карен Кастібланко Фернанда Ерменежилду          | 6–4, 3–6, 4–6         |
| Перемога  | 7.   | 14 серпня 2011  | Ферсмольд, Німеччина        | Ґрунт      | Єлизавета Янчук | Сесілія Коста Мольгар Даніела Сегель            | 6–4, 6–3              |
| Перемога  | 8.   | 24 вересня 2011 | Мадрид, Іспанія             | Тверде     | Евеліна Майр    | Rocio de la Torre-Sanchez Georgina Garcia Perez | 6–1, 6–4              |
| Перемога  | 9.   | 8 жовтня 2011   | Анталія, Туреччина          | Ґрунт      | Евеліна Майр    | Анаук Тіґу Бернісе ван де Велде                 | 7–6(7–5), 6–0         |
| Перемога  | 10.  | 25 березня 2012 | Анталія, Туреччина          | Ґрунт      | Евеліна Майр    | Клаудія Джовіне Теодора Мирчич                  | 6–2, 6–3              |
| Перемога  | 11.  | 24 червня 2012  | Кельн, Німеччина            | Ґрунт      | Далія Зафирова  | Наталія Россі Кароліна Себальйос                | 6–1, 6–1              |
| Перемога  | 12.  | 6 липня 2012    | Роверето, Італія            | Ґрунт      | Естель Гізар    | Дьяна Бузян Даніелле Гармсен                    | 6–3, 6–3              |